# Secretaría de Estado de Juventud e Infancia
La Secretaría de Estado de Juventud e Infancia (SEJUI) de España es el órgano superior del Ministerio de Juventud e Infancia al que le corresponde, bajo la autoridad de la ministra, impulsar, desarrollar y proponer las políticas del Gobierno de la Nación de juventud, adolescencia e infancia, con especial atención a la garantía de los derechos constitucionales y el interés general.

## Historia
La Secretaría de Estado se creó, como el Ministerio del que depende, por el Real Decreto 829/2023, de 20 de noviembre. Su estructura se completó con la adscripción de la Dirección General de Derechos de la Infancia y de la Adolescencia, con dos subdirecciones generales, y el Instituto de la Juventud.

## Estructura
De la Secretaría de Estado dependen:
- La Dirección General de Derechos de la Infancia y de la Adolescencia.
  - La Subdirección General de Promoción de los Derechos de la Infancia y de la Adolescencia.
  - La Subdirección General de Programas de Infancia y Adolescencia.

Como órgano de apoyo y asistencia inmediata al Secretario de Estado, existe un Gabinete con nivel orgánico de subdirección general.

### Adscripciones
- El Instituto de la Juventud (INJUVE).

## Titulares
Su primer y único titular fue nombrado en noviembre de 2023, siendo Rubén Pérez Correa.